# Honkasaari (ö i Finland, Kajanaland, Kehys-Kainuu)
Honkasaari är en ö i Finland. Den ligger i sjön Pesiöjärvi och i kommunen Suomussalmi i den ekonomiska regionen  Kehys-Kainuu  och landskapet Kajanaland, i den centrala delen av landet, 600 km norr om huvudstaden Helsingfors. Öns area är 24,9 hektar och dess största längd är 1,7 kilometer i öst-västlig riktning.